# Piraeus Bank
Piraeus Bank ou Trápeza Pireós (grec moderne : Τράπεζα Πειραιώς) est une banque grecque. Après la consolidation du secteur à la suite de la crise de la dette publique grecque, elle est la première banque grecque avec une part de marché de 30 % des clients et 29 % des dépôts. Elle est présente dans 10 pays, principalement en Europe du Sud-Est et en Égypte.

## Histoire
Fondée en 1916 par un groupe d'armateurs du Pirée sous le nom de Banque du Pirée pour le commerce, l'industrie et la navigation, elle fusionne avec la Banque commerciale de Grèce en 1963, est nationalisée en 1975 avant d'être privatisée en 1991. Elle se transforme alors en banque de détail généraliste, alors qu'elle était auparavant une banque privée.
En 2007, Piraeus Bank est présente en Grèce avec plus de 300 succursales, ainsi que dans les Balkans avec 180 succursales en Roumanie, 72 en Bulgarie, 38 en Albanie, ainsi que 40 en Égypte. En 2007, Piraeus Bank a acquis la banque ukrainienne International Commercial Bank.
Lors de la consolidation du secteur bancaire grec qui suit la crise de la dette publique grecque et la crise financière chypriote de 2012-2013, Piraeus Bank rachète en 2012 Geniki Bank (ancienne filiale de la Société générale et la « partie saine » ATEbank (en) (la Banque agricole de Grèce), puis en mars 2013 elle rachète les activités en Grèce de trois banques chypriotes en difficulté : Bank of Cyprus, Cyprus Popular Bank et Hellenic Bank. Ces acquisitions sont financées en grande partie par la vente de ses activités américaines (la petite Marathon Bank of New York) à Investors Bank (en) et des activités roumaines d'ATEbank, ainsi que par la recapitalisation provenant du Fonds hellénique de stabilité financière (FHSF/HFSF), branche grecque du Fonds européen de stabilité financière (FESF). À la suite de cette consolidation, elle est en juin la plus importante banque grecque, avec une part de marché de 30 % des clients et de 29 % des dépôts.
En octobre 2014, Piraeus Bank a échoué avec 24 autres banques aux tests de résistances de la banque centrale européenne et de l'autorité bancaire européenne.
En mars 2025, Piraeus Bank annonce l'acquisition de 90 % de Ethniki Insurance à un fonds d'investissement pour 600 millions d'euros.